# Yponomeutidae
Famille
Les Yponomeutidae sont une famille de lépidoptères de la super-famille des Yponomeutoidea. 
Elle regroupe 32 genres et 297 espèces décrites.

## Liste des sous-familles et des tribus
Selon Sohn et al., 2013 :
- sous-famille des Yponomeutinae
  - tribu des Yponomeutini
  - tribu des Niphonymphini
- sous-famille des Saridoscelinae

Remarque : les anciennes sous-familles des Argyresthiinae, Praydinae et Attevinae sont maintenant des familles distinctes.

## Liste des genres
D'après Catalogue of Life (19 août 2013) :
- Abacistis
- Acmosara
- Acrataula
- Aemylurgis
- Aictis
- Amalthina
- Amblyzancla
- Anaphantis
- Anoista
- Artenacia
- Astaropola
- Balanoptica
- Banghaasia
- Betharga
- Buxeta
- Calamotis
- Callithrinca
- Caminophantis
- Campbellana
- Cedestis
- Charicrita
- Chionogenes
- Citrinarchis
- Comocritis
- Conchiophora
- Coptoproctis
- Cymonympha
- Dascia
- Diaphragmistis
- Entrichiria
- Epactosaris
- Epichthonodes
- Eriopyrrha
- Euarne
- Eucalantica
- Eucalliathla
- Eucatagma
- Eudrymopa
- Euhyponomeuta
- Euhyponomeutoides
- Exanthica
- Exaulistis
- Hesperarcha
- Hierodryas
- Ilychytis
- Iriania
- Iridostoma
- Isotornis
- Ithutomus
- Kessleria
- Lissochroa
- Litaneutis
- Metanomeuta
- Metharmostis
- Mnemoses
- Morotripta
- Mychonoa
- Nematobola
- Nesotropha
- Niphonympha
- Nosymna
- Nymphonia
- Ocnerostoma
- Opsiclines
- Orencostoma
- Oridryas
- Orinympha
- Orsocoma
- Orthosaris
- Palaetheta
- Palleura
- Paraargyresthia
- Paradoxus
- Parahyponomeuta
- Paraswammerdamia
- Parazelota
- Parexaula
- Pauridioneura
- Phasmatographa
- Piestoceros
- Plexippica
- Podiasa
- Porphyrocrates
- Pronomeuta
- Protonoma
- Pseudorinympha
- Pseudoswammerdamia
- Pseudotalara
- Saridoscelis
- Schistocyttara
- Spaniophylla
- Sporadarchis
- Stasiphron
- Steganosticha
- Stryphnaula
- Swammerdamia
- Sympetalistis
- Syncallia
- Syncathartis
- Syncerastis
- Syncrotaulella
- Tanaoctena
- Tarphyscelis
- Terthroptera
- Thecobathra
- Thyridectis
- Thyrsotarsa
- Toecorhychia
- Toiana
- Trisophista
- Trochastica
- Trychnomera
- Typhogenes
- Xyrosaris
- Yponomeuta
- Zelleria
- Zygographa

## Chenilles tisseuses
Yponomeuta evonymella (Bird-cherry Ermine pour les Anglais et  häggspinnmal pour les Suédois ; « hägg » étant le nom suédois de la « cerise des oiseaux », spin signifiant tisser et non pas papillon de nuit) est un insecte défoliateur capable de produire des tissages spectaculaires, comme l’illustrent des photos prises l’été 2005 à Flogsta/Hamberg (district d’Uppsala, à environ 60 km au nord de Stockholm en Suède). Ces chenilles sont normalement présentes tous les ans, mais connaissent de spectaculaires phases de pullulation, environ tous les 5 ans. Elles se regroupent par milliers et peuvent alors tisser plusieurs mètres carrés de toile, allant jusqu’à enrober entièrement ou draper les arbres, voire des objets tels que des vélos ou du mobilier urbain.
Les chenilles ne sont pas mangées par les oiseaux, et une fois qu’elles se sont transformées en papillons, les arbres font une seconde pousse de feuilles, semblant bien récupérer de leur défoliation dans la saison même.

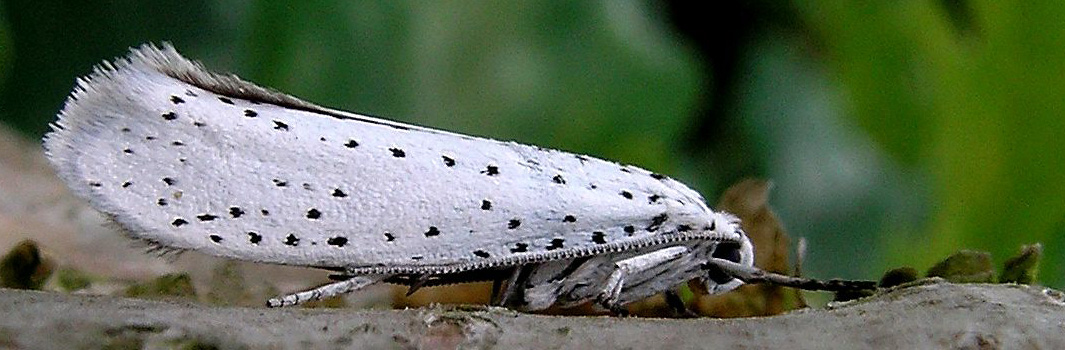
Yponomeuta adulte.
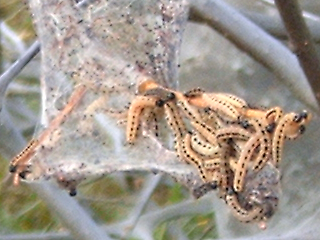
Chenilles d'Yponomeuta.
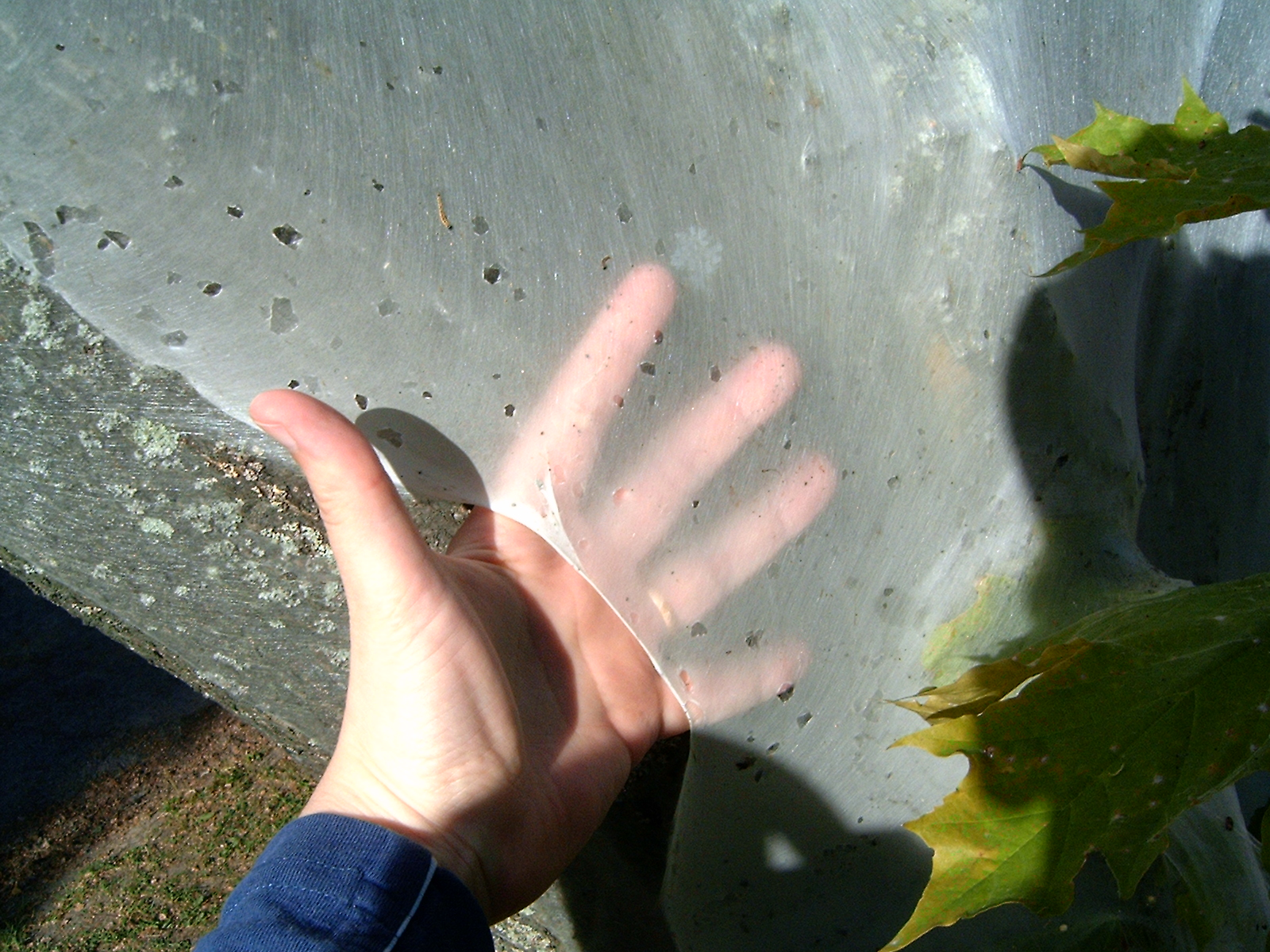
Toile d'Yponomeuta.
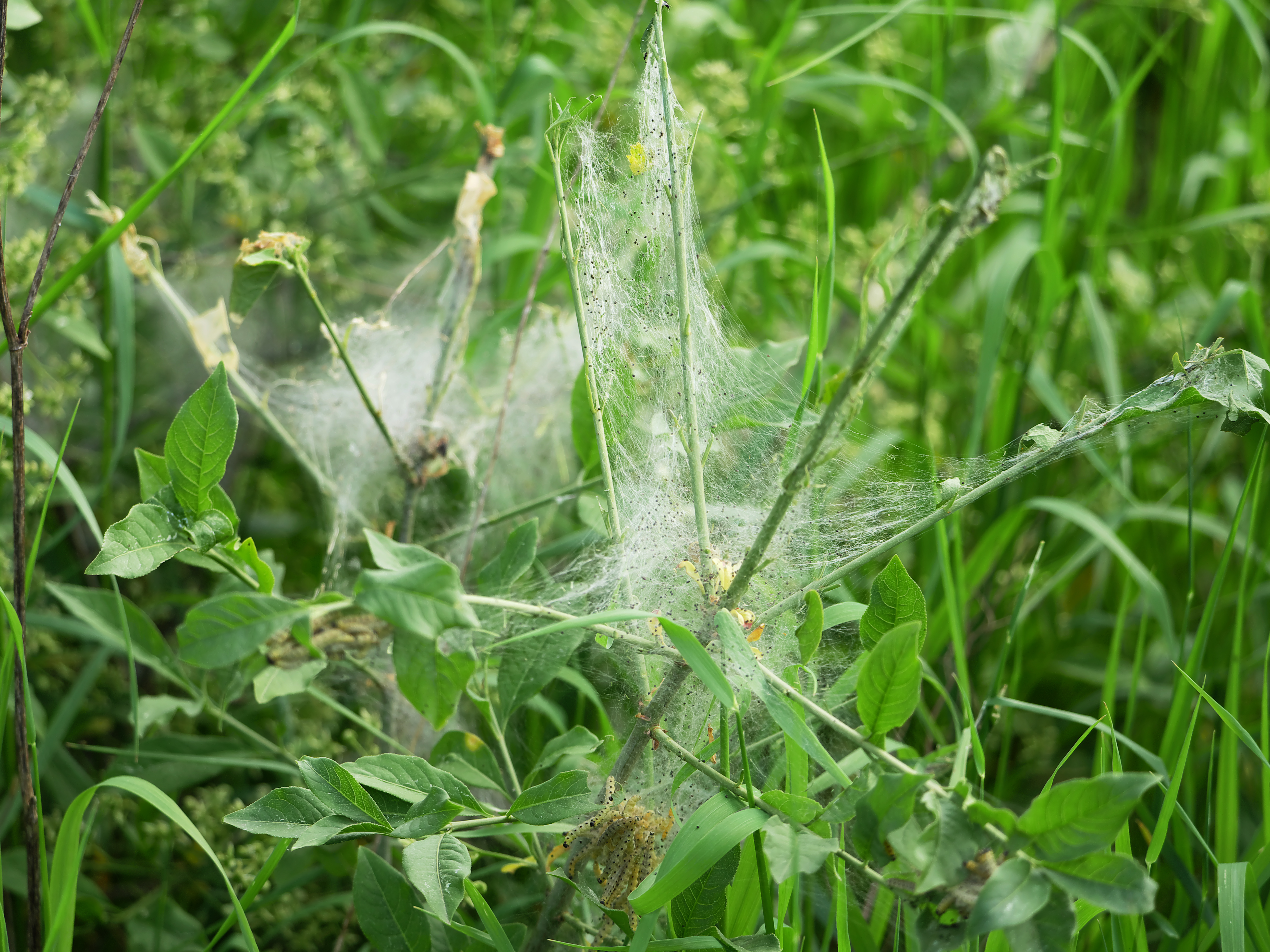
Chenilles en bas d'une toile.